# Meczet Nuruosmaniye
Meczet Nuruosmaniye – meczet w Stambule w Turcji, jest położony na jednym z siedmiu wzgórz Stambułu, w dzielnicy o tej samej nazwie, u wejścia na Kryty Bazar.
Budowę meczetu rozpoczęto w 1748 za panowania sułtana Mahmuda I, a zakończono w 1755 za rządów sułtana Osmana III. Budowniczymi był Mustafa Ağa, pomagał mu w tym przedsięwzięciu Simon Kalfa. 
W projekcie tego meczetu po raz pierwszy w Turcji zastosowano europejski Barok. Główna ściana meczetu ma bogate zdobienia łuków, minarety są bogato zdobione, nisza modlitewna wznosi się ponad główną salę. Dziedziniec jest półokrągły, otoczony dwunastoma kolumnami i czternastoma półkopułami, nie ma fontanny do ablucji (Şadırvan). Oprócz meczetu, znajdują się tu również: medresa, biblioteka, kuchnia.